# Mesobryobia jobneri
Mesobryobia jobneri är en spindeldjursart som beskrevs av N. Prasad 1975. Mesobryobia jobneri ingår i släktet Mesobryobia och familjen Tetranychidae. Inga underarter finns listade i Catalogue of Life.